# Takao Orii
Takao Orii (折井 孝男, Orii Takao), était un footballeur et entraîneur japonais.

## Biographie
Il est le sélectionneur de l'équipe du Japon féminine en 1984.